# 이동욱은 토크가 하고 싶어서
《이동욱은 토크가 하고 싶어서》는 SBS TV에서 2019년 12월 4일부터 2020년 2월 26일까지 방영된 리얼 버라이어티 프로그램이다. 한편 SBS는 해당 프로그램에 앞서 《맛남의 광장》을 편성할 예정이었으나 출연진 중의 한 명인 백종원 더본코리아 대표가 수요일 뒷시간대 《백종원의 골목식당》공동 MC로 활동 중이라 좌절됐고 우여곡절 끝에 목요일 밤 10시부터 1부,2부,3부 분할 편성됐으며 2020년 9월 3일부터 목요일 밤 8시 55분으로 이동하여 1부,2부,3부 분할 편성됐다.

## 방송 개요
- 각 분야 최고의 셀럽을 초대, 스튜디오에서 나누는 토크, 셀럽과 연관된 장소에서 나누는 현장 토크, 시추에이션 토크 등 한 인물을 입체적이고 다면적으로 담아낸 혁신적인 토크쇼

## 방송 시간
| 방송 채널 | 방송 기간                         | 방송 시간 | 방송 시간                    | 비고      |
| --------- | --------------------------------- | --------- | ---------------------------- | --------- |
| SBS TV    | 2019년 12월 4일 ~ 2020년 2월 26일 | 1부       | 매주 수요일 밤 10:00 ~ 10:40 | 분리 편성 |
| SBS TV    | 2019년 12월 4일 ~ 2020년 2월 26일 | 2부       | 매주 수요일 밤 10:40 ~ 11:10 | 분리 편성 |

## 출연자

### 진행
- 이동욱
- 장도연

### 패널
- 조정식
- 서영도 밴드

## 방송 목록

### 2019년 ~ 2020년
| 회차 | 방송일    | 게스트                                |
| ---- | --------- | ------------------------------------- |
| 1    | 12월 4일  | 공유                                  |
| 2    | 12월 11일 | 공유                                  |
| 3    | 12월 18일 | 이세돌                                |
| 4    | 12월 25일 | 이수근                                |
| 5    | 1월 8일   | 박지원                                |
| 6    | 1월 15일  | 김서형                                |
| 7    | 1월 22일  | 유성호 (법의학자)                     |
| 8    | 1월 29일  | 연상호                                |
| 9    | 2월 5일   | 정관 스님                             |
| 10   | 2월 12일  | 최현미                                |
| 11   | 2월 19일  | 보아 (12회 - 1부) 장도연 (12회 - 2부) |
| 12   | 2월 26일  | 보아 (12회 - 1부) 장도연 (12회 - 2부) |

## 시청률

### 2019년 ~ 2020년
| 회차 | 방송일    | AGB 시청률     |
| 회차 | 방송일    | 대한민국(전국) |
| ---- | --------- | -------------- |
| 1    | 12월 4일  | 4.0%           |
| 1    | 12월 4일  | 4.8%           |
| 2    | 12월 11일 | 2.9%           |
| 2    | 12월 11일 | 3.5%           |
| 3    | 12월 18일 | 3.2%           |
| 3    | 12월 18일 | 3.9%           |
| 4    | 12월 25일 | 3.8%           |
| 4    | 12월 25일 | 3.5%           |
| 5    | 1월 8일   | 2.6%           |
| 5    | 1월 8일   | 3.0%           |
| 6    | 1월 15일  | 3.3%           |
| 6    | 1월 15일  | 3.9%           |
| 7    | 1월 22일  | 4.0%           |
| 7    | 1월 22일  | 4.2%           |
| 8    | 1월 29일  | 2.1%           |
| 8    | 1월 29일  | 2.2%           |
| 9    | 2월 5일   | 2.9%           |
| 9    | 2월 5일   | 3.9%           |
| 10   | 2월 12일  | 2.5%           |
| 10   | 2월 12일  | 2.7%           |
| 11   | 2월 19일  | 2.6%           |
| 11   | 2월 19일  | 3.3%           |
| 12   | 2월 26일  | 2.0%           |
| 12   | 2월 26일  | 2.3%           |

## 같이 보기
- 배철수 잼 (MBC TV)